# Степкін Сергій Васильович
Сергій Васильович Степкін — український радіоастроном, співробітник Радіоастрономічного інституту НАНУ, лауреат Державної премії України (2018) і Премії НАНУ ім. С. Я. Брауде (2016).

## Біографія
На початку 1990-х років спільно з Олександром Коноваленком і Вячеславом Захаренком був одним з творців Гігантського українського радіотелескопа (ГУРТ).
Працює науковим співробітником у відділі декаметрової астрономії Радіоастрономічного інституту НАНУ.

## Відзнаки
- 2016 — Премія НАНУ імені С. Я. Брауде за відкриття радіовипромінювання від блискавок на Сатурні та від космічних атомів вуглецю у станах з головним квантовим числом більше 1000 (спільно з В. В. Захаренком і О. М. Ульяновим)[2].
- 2018 — Державна премія України в галузі науки і техніки за цикл робіт «Радіовипромінювання Всесвіту на декаметрових хвилях» (спільно з 7 співавторами)[1].